# Израелски музей, Йерусалим
Израелски музей, Йерусалим (на иврит: מוזיאון ישראל, ירושלים, Muze'on Yisrael, Yerushalayim) е основан през 1965 г. като национален музей на Израел. Той е разположен на хълм в квартала на Йерусалим Гиват Рам, близо до музея „Библейски земи“, Кнесета, Музей на библейските земи, Национален Campus за археология на Израел, израелския Върховен съд, и Еврейския университет в Йерусалим.

## галерия
- Олтар на Книгата
- Модел на втория храм в Израелския музей